# Коротковичский сельсовет
Коротковичский сельсовет (белор. Кароткавіцкі сельсавет) — административная единица на территории Жлобинского района Гомельской области Республики Беларусь. Административный центр — агрогородок Коротковичи.

## География
Расположен в северо-западной части Жлобинского района.
Граничит с Доброгощанским, Щедринским, Солонским и Краснобережским сельсоветами Жлобинского района.
Протекают реки: Ола, Плесовка.

## Транспортная сеть
Проходят автомагистрали: Р-149 Жлобин-Светлогорск.

## Состав
Коротковичский сельсовет включает 6 населённых пунктов:
- Антоновка — деревня
- Дубрава — деревня
- Заболотье — деревня
- Коротковичи — агрогородок
- Плесовичи — деревня
- Плесовичская Слободка — деревня